# TV Liberal Itaituba
TV Liberal Itaituba foi uma emissora de televisão brasileira sediada em Itaituba, cidade do estado do Pará. Operava no canal 13 VHF, e era afiliada à Rede Globo. Era uma das emissoras próprias da Rede Liberal. 

## História

### Antecedentes (1980-1993)
A programação da Rede Globo chegou pela primeira vez em Itaituba por meio da TV Itaituba (canal 6, hoje TV Eldorado), inaugurada em 1980. A emissora, pioneira na cidade, foi afiliada da rede carioca até 1985, quando teve seus transmissores lacrados pelo Departamento Nacional de Telecomunicações (DENTEL).

### TV Muiraquitã (1993-1998)
Em 1993, o empresário Valmir Clímaco deu início à instalação da quarta emissora de televisão da cidade, por meio de uma outorga de repetidora da TV Liberal Belém, concedida em 13 de abril de 1987. Inicialmente conhecida como TV Muiraquitã, a emissora foi oficialmente inaugurada em 6 de junho de 1993, e tinha direção de Emílio Carlos Piccardo.
Três meses após ser inaugurada, a TV Muiraquitã teve sua torre de transmissão derrubada por um temporal, ficando fora do ar por oito meses, quando foi construída uma nova torre autoportante de 54 metros de altura. A instalação dessa torre foi autorizada pelo Primeiro Comando Aéreo Regional em 22 de março de 1995. As novas instalações da emissora, no entanto, só foram reconhecidas oficialmente pelo Ministério das Comunicações em 27 de fevereiro de 1997.

### TV Liberal Itaituba (1998-2019)
Em 1998, já como TV Liberal Itaituba, deixou de produzir a edição local do Liberal Comunidade, devido a proibição de exibição de programação local em retransmissoras. Em 2006, com a intervenção realizada pela Rede Globo na TV Liberal, que acarretou em uma adequação mais rígida aos padrões da rede, foi encerrada a produção do bloco local do Jornal Liberal 1.ª edição em todas as emissoras do interior do Pará, incluindo a afiliada de Itaituba, que passou a ser somente responsável pela produção de reportagens para exibição estadual e nacional.
Em junho de 2010, a emissora e a Liberal FM Itaituba passaram a ser administradas exclusivamente pela Rede Liberal. Duas pessoas foram enviadas pela rede para realizar a transição de controle entre a VCA Comunicações Ltda. (então controladora da TV Liberal Itaituba) e as Organizações Rômulo Maiorana.
Em 31 de dezembro de 2019, após 27 anos, a TV Liberal Itaituba encerrou oficialmente suas atividades. Até então, a emissora vinha gerando somente intervalos comerciais com propagandas de empresas locais. Com o encerramento da operação comercial da emissora local de Itaituba, a cidade passou a fazer parte da área de cobertura da TV Liberal Belém, que continua tendo sua programação repetida pelo canal 13.

## Sinal digital
A TV Liberal Itaituba havia sido autorizada a operar no canal 20 UHF digital em 21 de setembro de 2015. No entanto, não deu início às operações digitais antes do encerramento de suas atividades comerciais.

## Equipe

### Membros antigos
- Cássia Rangel[21]
- Eliel Sodré[22]
- Udirlei Andrade[23]